# 天主教西班牙軍中教長區
天主教西班牙軍中教長教區（拉丁語：Ordinariatus Militaris Hispaniae）是西班牙一個天主教的軍中教長區，直屬聖座，負責牧養信奉天主教的西班牙軍人及其家眷。
教長區座堂位於首都馬德里，也有自己的大修院。2007年，有58個堂區、6名修士123名司鐸。現任教長胡安·德里奧·馬丁總主教，五名副教長分別負責海陸空三軍、民兵，以及國防與情報五個部隊。榮休總主教為首任中教長區總主教何塞·曼努埃爾·埃斯特帕·勞倫斯樞機，2019年7月21日去世。
早在16世紀上半葉，西班牙就有專為軍人設立的教會轄區。1933年3月30日代牧區撤銷。1950年8月5日代牧區恢復，1986年7月21日被升為教長區。